# Smoldering Children
"Smoldering Children" es el décimo episodio de la primera temporada de la serie American Horror Story, y se estrenó en FX el 7 de diciembre de 2011. El episodio fue escrito por James Wong y dirigido por Michael Lehmann.

## Trama

### 1994
Después que la esposa de Larry, Lorraine (Rebecca Wisocky), se suicida junto con sus hijas, Margaret (Shyloh Oostwald) y Angela (Katelynn Rodríguez), Constance (Jessica Lange), Tate (Evan Peters), y Addie (Jamie Brewer) se mudan a la casa para vivir con Larry (Denis O'Hare). En el Día de Acción de Gracias, la atmósfera es tensa, con Tate expresando disgusto con Larry por asesinar a Beau (Sam Kinsey) y su ingenuidad con Constance, quién lo convence para vivir en la casa. Tate también resiente a Constance por su papel en ese plan. Un tiempo después, Tate, drogado con cocaína y metanfetamina, se dirige a la oficina de Larry, le echa gasolina y lo prende fuego, luego va a su escuela a cometer el tiroteo visto en el episodio "Piggy Piggy".

### 2011
Ben (Dylan McDermott) visita a Vivien (Connie Britton) en el hospital, disculpándose y diciéndole que le cree que fue violada, y será dada de alta pronto. También le dice que el violador es padre de uno de los gemelos. Unos detectives le informan a Constance del asesinato de Travis (Michael Graziadei), y ella se enfrenta con Larry, creyendo que él lo asesinó por celos. Larry le dice que sólo movió el cuerpo, y que un fantasma mató a Travis en la casa. Un oficial (Gregory Sporleder) le informa a Ben que Violet (Taissa Farmiga) ha faltado a clase durante dieciséis días. Ben convence a Violet para que intente en una nueva escuela y llama un exterminador para manejar una infestación de moscas. El exterminador descubre algo que lo horroriza, pero es asesinado por Tate.
Descubriendo las peleas de Constance con Travis, los detectives la llevan para un interrogatorio, creyendo que ella participó en la muerte. Revisan su historia de muertes en familiares, notando que el fiscal de distrito la intentó condenar por el asesinato de su esposo Hugo (Eric Close) y Moira (Alex Breckenridge), quiénes figuran como personas desaparecidas, pues no pudieron encontrar los cuerpos, ya que Constance enterró a Moira e hizo carne el cuerpo de Hugo, alimentando a los perros. Un abogado, Harry Morgan (Derek Richardson), aparece en su nombre, poniendo fin al interrogatorio, y le dice que quieren culparla por el asesinato de Travis.
Tate escucha a Ben buscando internados para Violet y le dice que Ben planea alejarla; Violet está devastada. Larry recupera la evidencia del asesinato de la casa y ve a su esposa e hijas. Le pide disculpas a Lorraine y jura buscar venganza con Constance, pero ella le dice que él fue quién rompió sus votos, no Constance. Tate, usando el traje, ataca a Ben con cloroformo. Ben lucha con él y le saca la máscara, viendo la cara de Tate antes de desmayarse. Tate le cuenta a Violet que pueden estar juntos suicidándose. Violet huye de él, pero descubre que no importa dónde ella corra, siempre termina en la casa. Tate en silencio la lleva al sótano, donde la infestación de moscas se revela por el cadáver en descomposición de Violet escondido en el entrepiso (que fue lo que el exterminador encontró); Violet no sobrevivió a su intento de suicidio en el episodio 6. Tate, quien sabía que era un fantasma todo el tiempo, irónicamente admite que él la estaba tratando de protegerla de darse cuenta de que estaba muerta. A pesar de estar en shock, Violet finalmente llega a un acuerdo con su muerte.
Constance es llevada de nuevo por la policía, descubriendo que Larry ha confesado el asesinato. Ella niega cualquier conexión con él. Ella lo visita en la cárcel, y él explica que confesó para pagar sus pecados, pero que será capaz de manejar su condena si Constance simplemente le dice que lo ama. Constance se niega fríamente y se va.

## Producción
El episodio fue escrito por el productor James Wong, y fue dirigido por Michael Lehmann.
Taissa Farmiga había adivinado que Violet estaba muerta al comienzo a partir de indicios en los primeros guiones, a pesar de que el personal no tenía permitido confirmar sus sospechas. A pesar de que el cocreador de la serie, Ryan Murphy, había planeado para que Violet estuviera muerta durante un largo tiempo, se mantuvo esta información del personal, e intencionalmente escribió la escena de suicidio en el episodio 6, "Piggy Piggy". Murphy sólo reveló la muerte de Violet a los otros escritores mientras estaban escribiendo el octavo episodio, "Rubber Man". Murphy y Farmiga describieron la escena revelante de la muerte de Violet como "emocional". El cuerpo en descomposición de Violet fue una prótesis a partir de un molde del cuerpo de Farmiga. Farmiga no había visto la prótesis hasta la grabación; Murphy dijo que la reacción de Violet durante la escena de la revelación es la respuesta de Farmiga en verse así misma muerta por primera vez. 
Murphy sintió la preocupación de la audiencia que los dos anteriores episodios, "Rubber Man" y "Spooky Little Girl", fueron apartándose de los personajes principales del show, alejando a Vivien de la casa y presentando al personaje de la Dalia Negra. De este modo, Murphy quería esto y que el resto de los episodios se enfocaran más en la familia Harmon y el resutlado de sus experiencias en la casa.

## Recepción y ratings
James Queally de The Star-Ledger comentó, "Cada semana, creo que American Horror Story se descubrió... el show se sienta, se calla, y ofrece una solución eficaz, como 'Smoldering Children'".
Fue visto por un estimado de 2.54 millones de espectadores y obtuvo un puntaje de 1.6 compartido entre adultos de 18-49.